# Coll de Planyàs
El Coll de Planyàs és una collada situada a 1.767,4 metres d'altitud en el lloc on es troben els termes comunals de Mosset i de Noedes, tots dos de la comarca del Conflent, a la Catalunya del Nord.
És a la zona sud-oest del terme de Mosset i al nord-est del de Noedes, a ponent del Pic de Portapàs.
Aquest coll es troba en diverses de les rutes excursionistes de la zona, especialment les que van als anomenats Estanys de Noedes, el Gorg Blau i el Gorg Estelat.